# Adolf Petters
Adolf Petters (* 25. September 1894 in Nixdorf, tschechisch Mikulášovice; † 17. Oktober 1952 in Wien) war ein sudetendeutscher Konzert- und Kabarettpianist.

## Leben und Wirken
Adolf Petters kam als Sohn eines Gastwirts 1894 im nordböhmischen Nixdorf zur Welt. Mit zehn Monaten hatte das Kleinkind Lähmungserscheinungen an Händen und Füßen, die allerdings mit der Zeit zurückgingen, nur ein Fuß blieb geschädigt. Ein Studium an der Musikschule in Preßnitz (Přísečnice) bildete die Voraussetzung für die Aufnahme an der k. u. k. Akademie für Musik in Wien. Als Hauptfach belegte er Kompositionslehre. Seine Kompositionen, die er auch selbst am Klavier vortrug, machten ihn in Wien bekannt, und die Gesellschaft der Musikfreunde stiftete ein Stipendium. Daneben hatte er im Wiener Adel mehrere Gönner.
Petters gründete ein Künstlerquartett, das vom Bierkabarett Simplicissimus, kurz Simpl, unter langjährigen Vertrag genommen wurde. Er heiratete die Wienerin Hermy Paulsen, ließ sie von erstklassigen Lehrern ausbilden und zu einer Gesangs- und Vortragskünstlerin heranreifen. Das nach Warnsdorf gezogene Ehepaar erarbeitete abendfüllende Kabarett- und pianobegleitete Gesangsprogramme sowie Matinees und ging damit ab 1923 auf Tournee durch Böhmen. 1937 erfolgte die Rückkehr nach Wien, wo Adolf Petters am 17. Juli 1952 einem Herzinfarkt erlag.